# Clipping (infographie)
Pour les articles homonymes, voir Clipping.
En programmation graphique 3D, la méthode du clipping consiste à ne pas calculer les objets extérieurs au cône de vision d'une scène, ou de ne pas calculer les objets ou parties d'objets cachées afin d'optimiser le temps de calcul. 
Par extension, dans le domaine du jeu vidéo, le clipping est un problème graphique consistant en l'affichage, la disparition ou la modification d'objets dans une scène, résultant de l'optimisation du temps de calcul. 
En effet on voit souvent ce phénomène apparaître lors de l'utilisation de level of detail. Un aspect de cette technique consiste à charger un même objet à différents niveaux de détails, avec un nombre de polygones différent pour chaque niveau. Un objet loin, qui ne prend que quelques pixels à l'écran n'a pas besoin d'un nombre important de polygones, contrairement à un objet proche. Ainsi on passe d'un niveau à un autre en fonction de la distance de l'objet. C'est à ce moment-là que l'on peut voir une modification rapide de la géométrie de l'objet, et donc de son apparence, ce qui donne un effet indésirable.
Un autre aspect du clipping apparaît à la suite du calcul de la scène 3D. En effet une scène 3D s'affiche à l'écran en 2D grâce à une transformation géométrique de projection. On définit donc un plan de coupe sur lequel on effectue la projection (plan near), et un plan de coupe à partir duquel les objets ne sont plus rendus (plan far). Ainsi, si le plan far est trop près, on voit très nettement les objets apparaître lorsque l'on se déplace vers l'avant, et disparaître lorsque l'on se déplace vers l'arrière. Une technique pour pallier ce problème est l'utilisation d'un brouillard (très utilisé dans les vieux jeux 3D pour pallier la faible puissance de calcul des machines de l'époque).
En photographie numérique, le clipping s'explique par la saturation trop rapide du capteur.
Cela se traduit par des taches de couleur, dépourvues de nuances.